# 조단 피셔

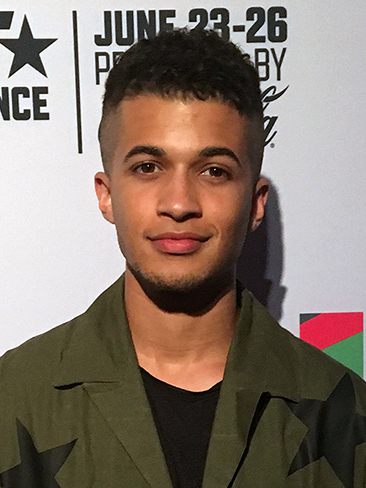

조단 피셔(Jordan Fisher, 본명: 조단 윌리엄 피셔, Jordan William Fisher, 1994년 4월 24일 ~ )는 미국의 배우, 가수, 댄서, 게이머, 음악가이다. 2012년에 미국 십대의 비밀생활, 2015년부터 2017년까지 리브 & 매디를 포함한 여러 텔레비전 시리즈에 반복 출연했다. 텔레비전 영화 틴 비치 무비(2013년), 틴 비치 2(2015년) 등에서 주연으로 출연했다.

## 참여 작품

### 텔레비전 역할
- 아이칼리
- 미국 십대의 비밀생활
- 틴 비치 무비
- 썬더맨
- 리브 & 매디
- 틴 울프 (2011년 드라마)
- 본즈 (드라마)
- 댄싱 위드 더 스타 (미국의 텔레비전 프로그램)
- 우주의 전사 쉬라
- 플래시 (드라마)
- 스타워즈: 비전

### 영화
- 내가 사랑했던 모든 남자들에게: P.S. 여전히 널 사랑해
- 워크 잇
- 메이의 새빨간 비밀

### 비디오 게임
- 언틸 던

## 연극
- 디어 에반 핸슨